# Poslední vlk v Čechách
Poslední vlk v Čechách (někdy uváděn jako poslední vlk na Šumavě) byl zastřelen 2. prosince 1874 v polesí Lipka u Vimperka. I po tomto datu se ale na Šumavě občas objevovali osamělí jedinci, životaschopná populace se však již nevytvořila. Popisem honu se podrobně zabývá kniha Dějiny lovu a lovectví od Jana Evangelisty Chadta-Ševětínského vydaná v roce 1909 v Lounech.
Přesné místo skonu posledního vlka dodnes připomíná památník jižně od Světlé hory v katastrálním území Černá Lada, mezi Kubovou Hutí a Borovými Lady (cca 48°59′49,2″ s. š., 13°43′8,4″ v. d.). „Vlčí kámen“ je volně přístupný značenou odbočkou z červené turistické trasy.
Podle Chadta-Ševětínského obnášela délka vlkova těla „154 cm a výška 80 cm; byl tři dny pro podívanou v zámku vimperském vystaven a pak na Hlubokou poslán a do sbírek J. J. knížete ze Schwarzenberga zařaděn“. V mysliveckém a rybářském muzeu v loveckém zámečku Ohrada u Hluboké nad Vltavou si lze posledního vlka prohlédnout dodnes. Rovněž brokovnice „Lefaucheur“ ráže .14 byla roku 1934 odevzdána do sbírek loveckého zámečku Ohrada.
Střelcem posledního vlka byl knížecí stavitel Jan Štěrbík z Vimperka (1830–1895). Stavitel Štěrbík „obstarával stavitelskou práci ve všech knížecích a patronátních budovách“ v celé střední Šumavě. Jeho nejznámějším dílem je dnešní dominanta Kvildy, kostel sv. Štěpána, jehož stavbu po požáru v roce 1892 zahájil.